# 이런
이런 또는 본명 왕이런(중국어: 王怡人, 병음: Wáng Yírén, 2000년 12월 29일 ~ )은 중국의 가수로 대한민국의 걸 그룹 에버글로우의 멤버이다.

## 생애
왕이런은 저장성 항저우시 출신으로 항저우시 원싼제 소학교(杭州市文三街小學)와 항저우시 제13중학교(杭州市第十三中學)에 재학했다. 중학교 2학년 시절에는 저장 예술 직업 학원(浙江藝術職業學院)으로 전학했다.
어린 시절부터 춤을 좋아했던 왕이런은 초등학교 재학 시절에 여러 춤 경연 대회에 참가하여 많은 성과를 기록했다. 중학교 재학 시절에는 무용 동아리에서 활동하면서 크고 작은 춤 활동을 전개했고 대한민국 서울에서 위에화 엔터테인먼트의 연습생으로 활동했다.
2018년 6월 15일에는 엠넷의 한일 합작 오디션 프로그램 《PRODUCE 48》에 참여했다. 왕이런은 《PRODUCE 48》 연습생들이 뽑은 비주얼 센터 최종 1위에 올랐지만 3차 순위에서 27위를 기록하면서 탈락했다. 2019년 3월 18일에 걸 그룹 에버글로우의 멤버로 데뷔했다.
11월 8일 한국으로 입국하자마자 다시 에버글로우 멤버로 활동을 시작했다.

## 음반 외 활동

### 텔레비전
| 방영일           | 방송국 | 프로그램   | 비고              |
| ---------------- | ------ | ---------- | ----------------- |
| 2018년 6월 15일  | Mnet   | PRODUCE 48 | 데뷔 이전         |
| 2019년 11월 17일 | SBS    | 런닝맨     | 477회 방송분 출연 |
| 2020년 9월 27일  | SBS    | 런닝맨     | 522회 방송분 출연 |